# Rue Lacretelle
La rue Lacretelle est une voie située dans le quartier Saint-Lambert du 15e arrondissement de Paris, en France.

## Situation et accès

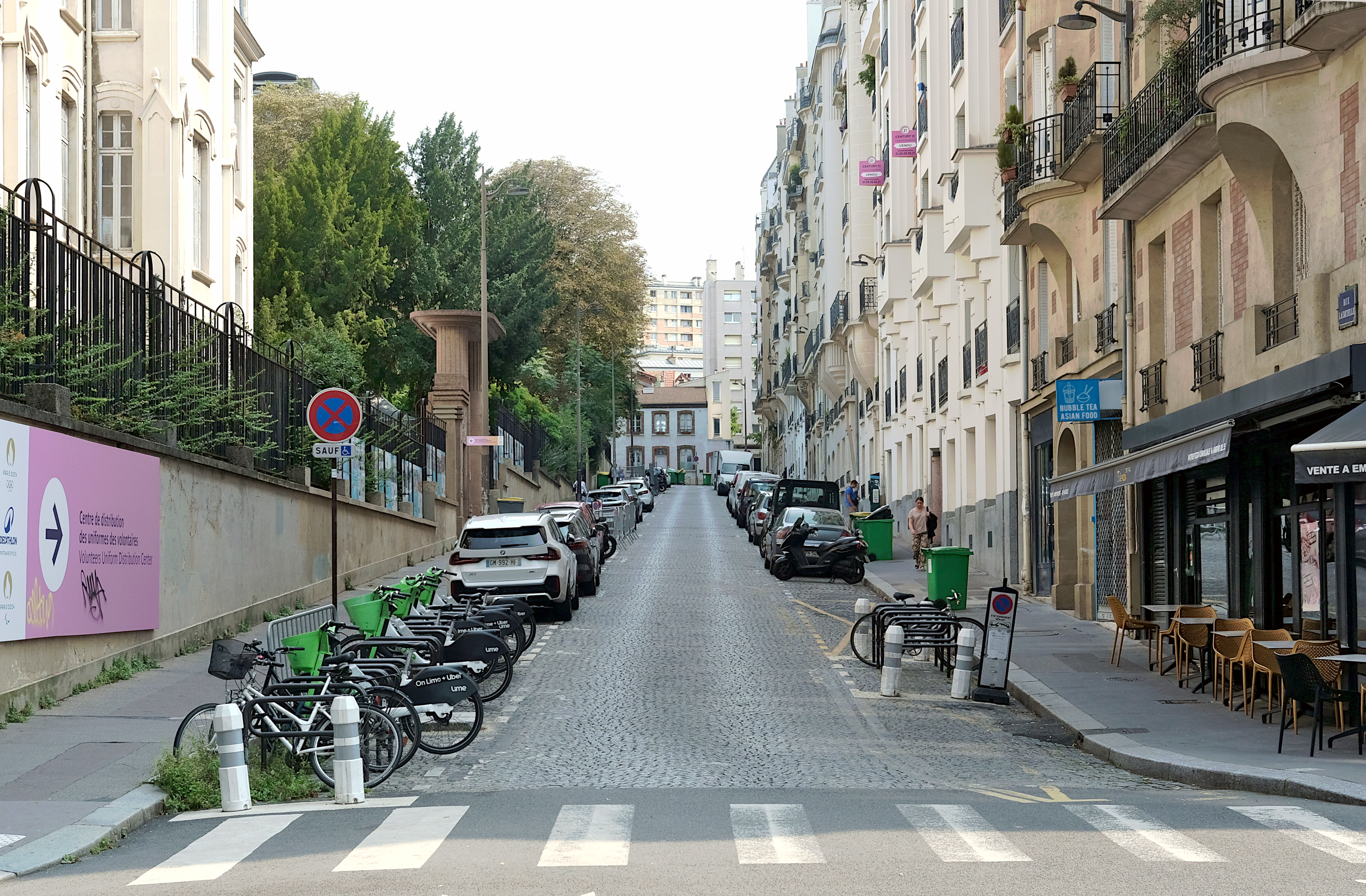
La rue vue depuis la rue de Vaugirard.

## Origine du nom
Elle porte le nom de l'historien Charles de Lacretelle (1766-1855).

## Historique
Cette ancienne voie de la commune de Vaugirard est présente sur le plan de Roussel de 1730 sous le nom de « rue des Carrières ». En 1861, sur le plan d'Eugène Lanée, elle porte le nom de « rue du Rocher ». Elle est finalement rattachée à la voirie de Paris en 1863 et prend sa dénomination actuelle le 24 août 1864.

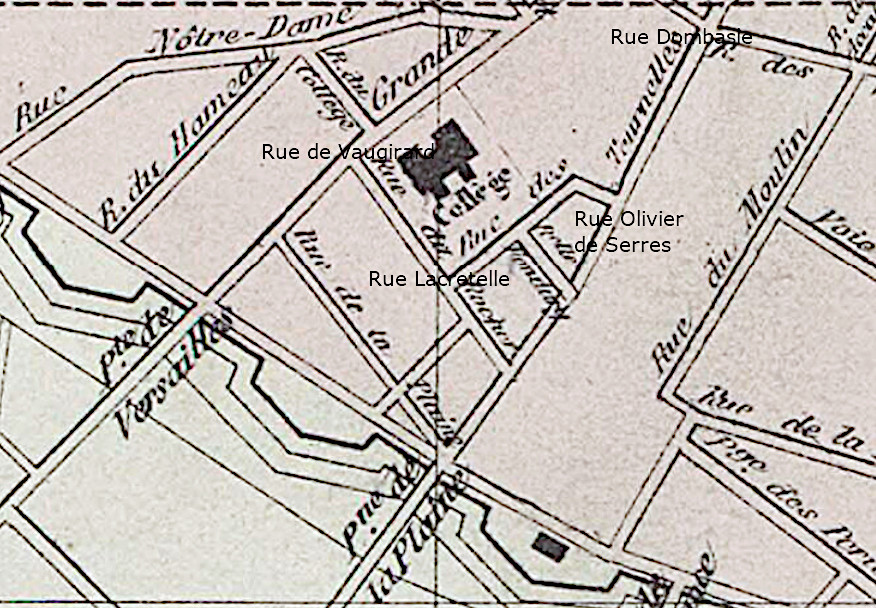
Sur le plan de Lanée (1861).
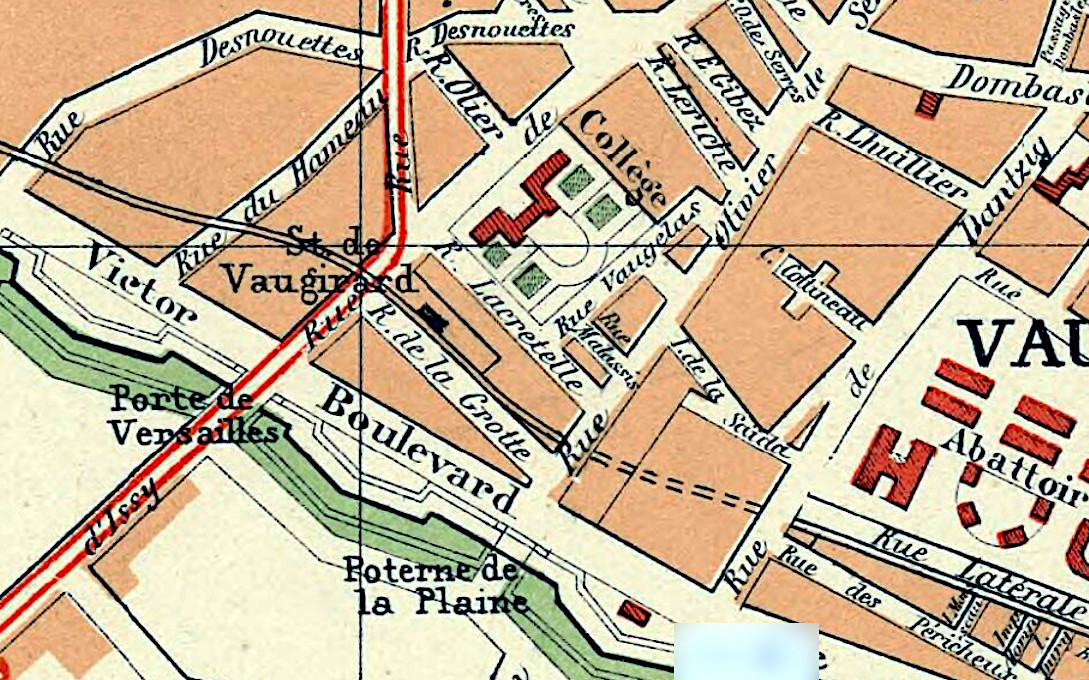
Sur le plan de Forest (1894).

## Bâtiments remarquables et lieux de mémoire
- No 1 : siège de l'École normale d'éducation physique de 1933 à 1935. Actuellement : Institut d'éducation physique (UFR STAPS) de l'université Paris-Descartes dans une aile de l'ancien collège de l'Immaculée-Conception classée aux monuments historiques.
- N° 6 : domicile du poète français Robert Desnos, qui y emménagea avec Youki Foujita en 1931[1].
- No 8 : résidence de Mado Minty, actrice et danseuse[2]
- No 20 : domicile de l'écrivain français René Barjavel, qui y emménagea en 1939 (voir Journal d'un homme simple)[3].
- N° 28 : domicile de l'écrivain français René Crevel, qui y emménagea en 1928[4].
- N° 28 : en 1936, Nikolaï Pozniakov, agent du NKVD, loue un appartement pour Dimitri Smirenski et Pierre-Louis Ducomet afin d'espionner Lev Sedov (le fils de Léon Trotski), qui vivait au n° 26[5].

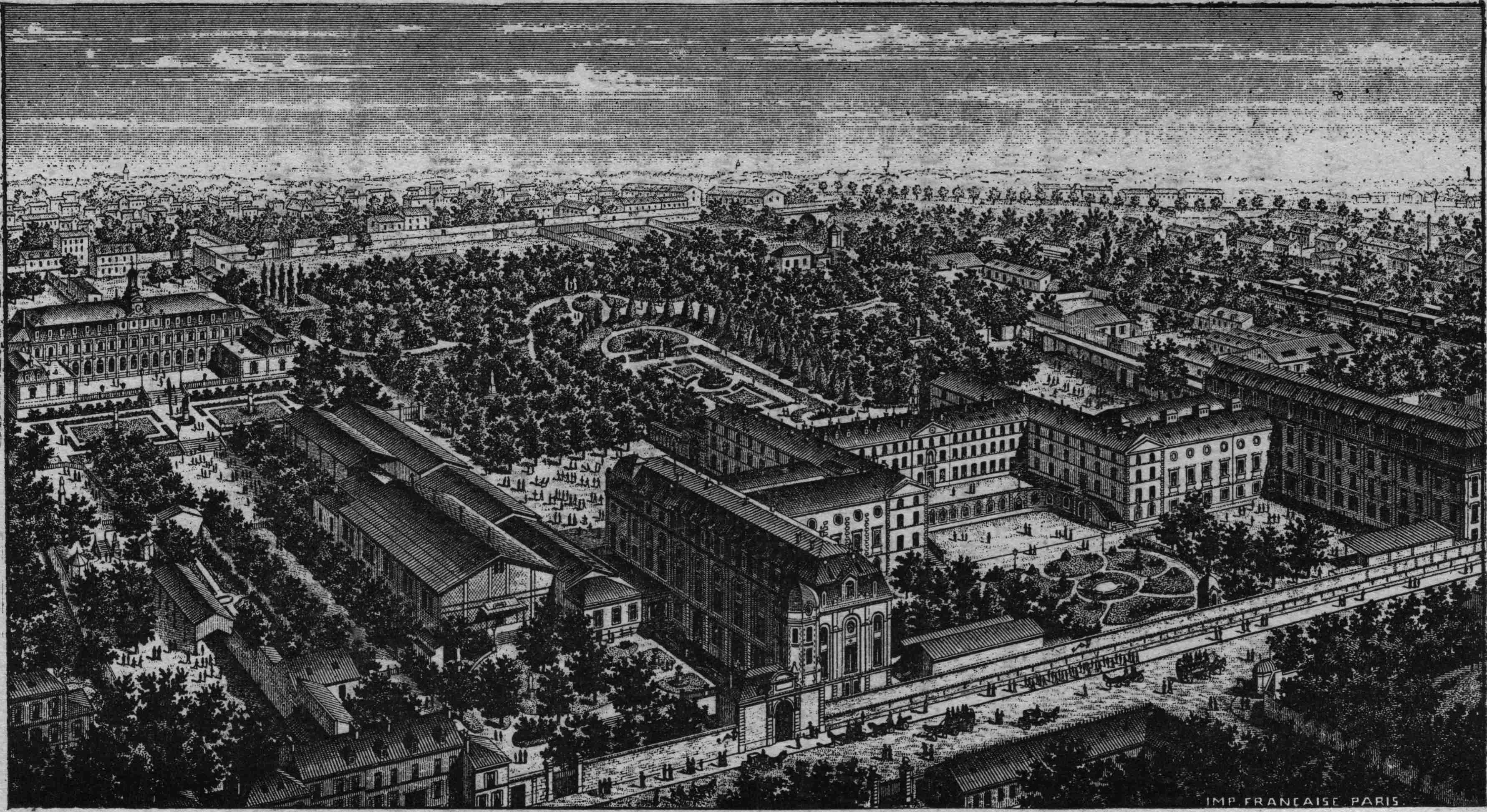
L'ancien collège de l'Immaculée-Conception en 1896.
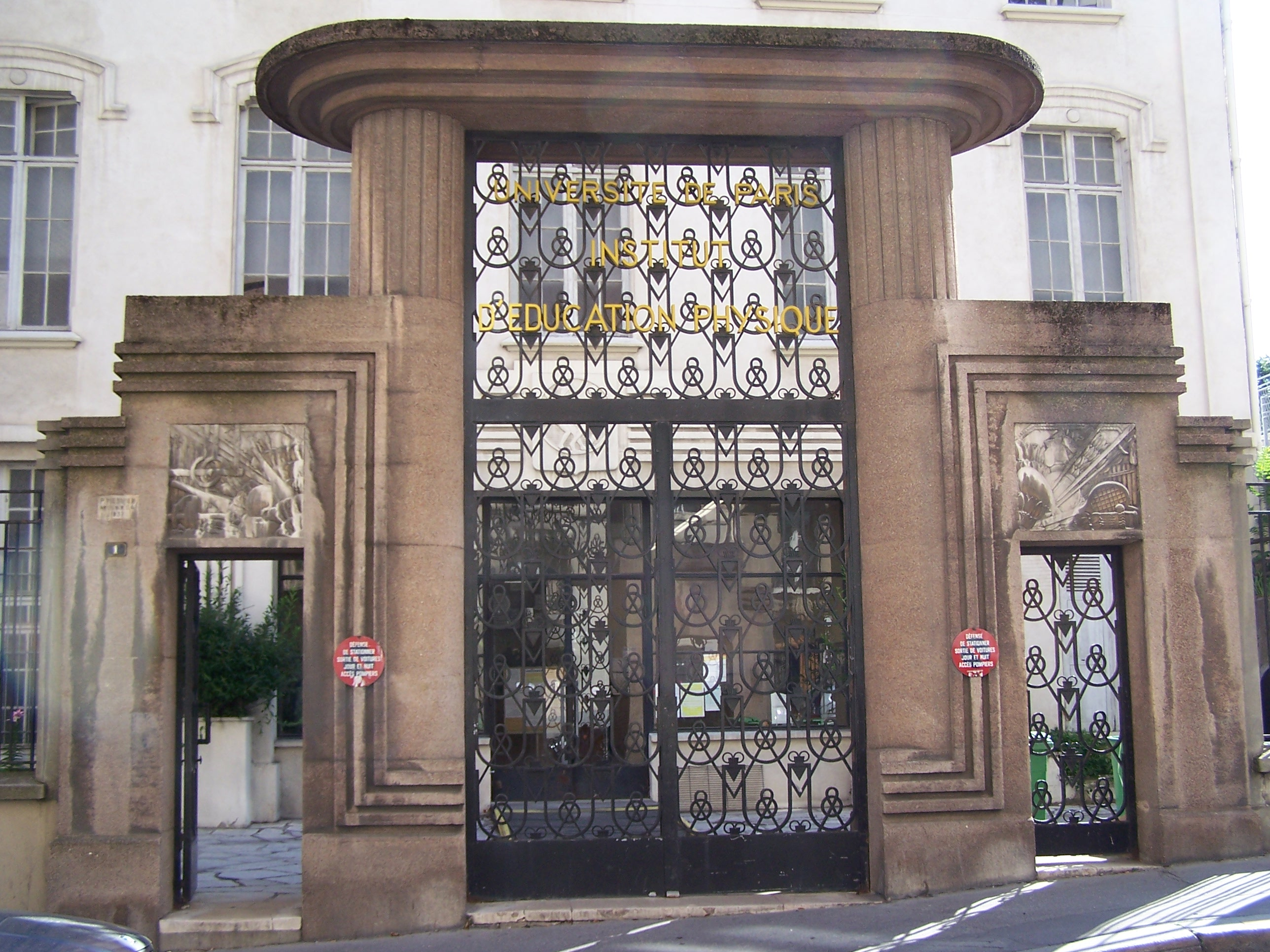
L'Institut d'éducation physique.
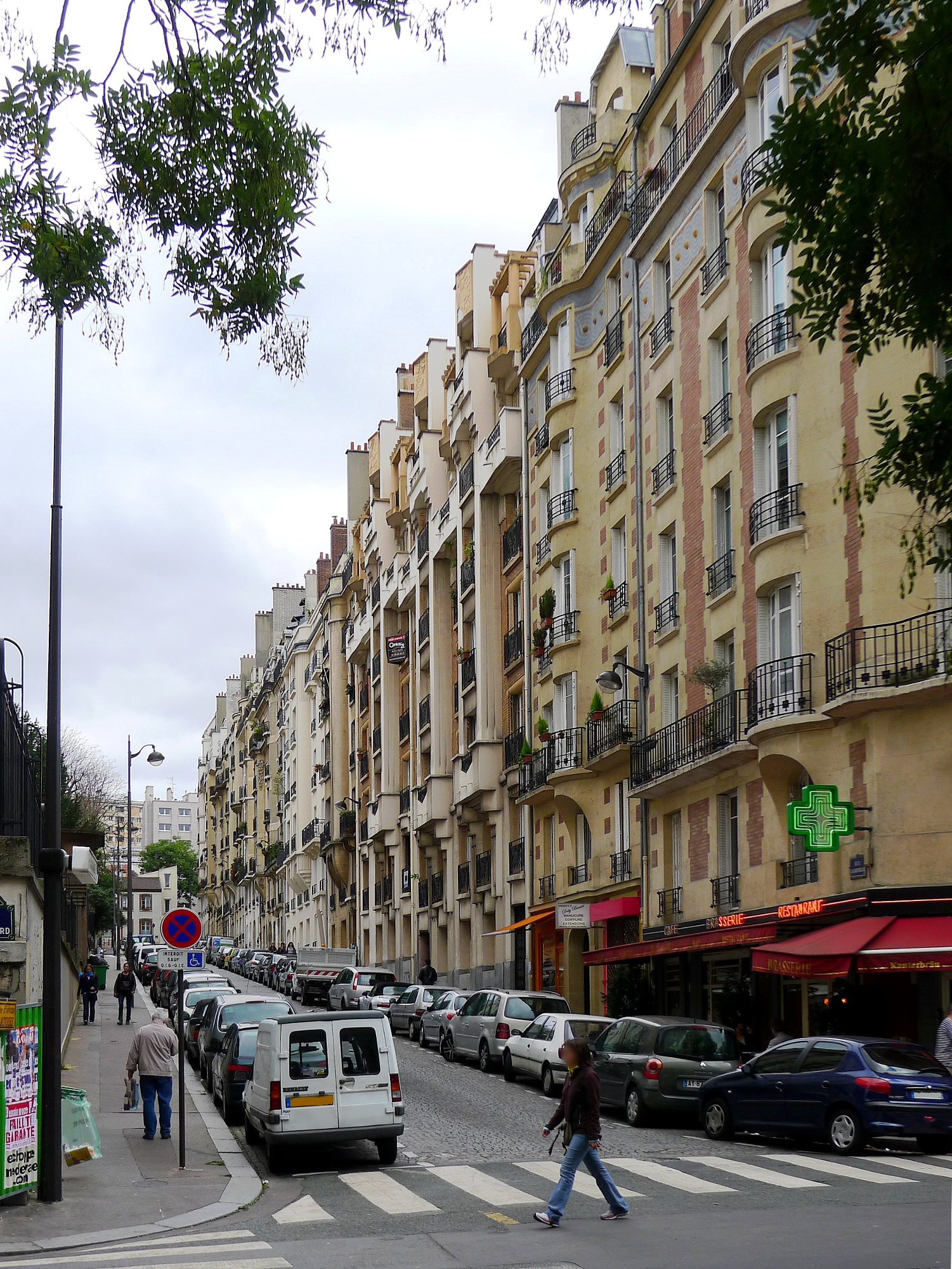
Vue de la rue depuis la rue de Vaugirard.